# Ріхард Генріон
Ріхард Генріон (нім. Richard Henrion; нар. 9 березня 1854, Артерн — пом. 9 січня 1940, Щецин) — відомий прусський композитор та капельмейстер.

## Біографія
Генріон походив з родини акторів. У 15 років навчався в музичному колективі міста Зехаузен. У 1874 році вивчав військову музику в Магдебурзі, у Густава Реблінга. Після посад капельмейстера в Бранденбурзі, Меці та Пренцлау в 1897-му очолив оркестр 2-го гренадерського полку ім. «Фрідріха-Вільгельма III» в Щецині. На цьому місці він залишився до самої відставки у 1920 році. Опісля давав публічні концерти зі свого армійського репертуару в Щецині разом з Карлом Лоренцом.

## Твори
Генріон написав понад 350 композицій, у тому числі близько 100 фанфар, сигналів та маршів.
- «Hie gut Brandenburg allewege!»[1]
- «Kreuzritter Fanfare»
- «Fehrbelliner Reitermarsch[de]»
- «Setzt zusammen die Gewehre!»

та інші.